# プリムス・ストーブ
プリムス・ストーブ（Primus stove）は、スウェーデン、ストックホルムの工場技術者フラン・リンドクヴィストが1892年に開発したケロシン燃料を使用する加圧式ポータブルストーブである。

## 概要
このストーブは携帯型のブロートーチ（blowtorch）の設計を基にしており、リンドクヴィストの特許はブロートーチでは下向きになっているバーナー部がこのストーブでは上向きに曲げられている点であった。同年にリンドクヴィストはヨハン・ヴィクトル・スヴェンソン（Johan Victor Svensson）と共にこの新しいストーブを生産するためにJ.V.スヴェンソン ケロシン・ストーブ工場（J.V. Svenson’s Kerosene Stove Factory）を設立し、プリムスの名称でストーブを販売した。最初のモデルである1型ストーブには直ぐに数多くの様々な型や大きさの類似の構造のストーブが追随したため、1889年にストックホルムで設立された工具と機械会社のB.A.ヨルト社（後のバーコ社）がプリムス・ストーブの独占販売権を獲得した。
効率的なプリムス・ストーブは間もなく日常の使用で信頼性が高く頑丈であるという評判を生み、ロアール・アムンセンの南極点の探検やリチャード・バードの北極点到達といった極地探検への携行ストーブとして選ばれ、とりわけ悪環境下でその性能を発揮した。またマロリーのエベレスト登頂や数十年経た後のテンジンとヒラリーの携行品の中にも含まれていた。その他の数多くの会社もプリムスと同様の構造のポータブルストーブを製造しているが、メーカーがどこのものであれこの形式のストーブはしばしば総称して「プリムス」・ストーブと呼ばれることがある。日本では岩谷産業との合弁会社イワタニ・プリムスの製品のみが「プリムス」を称する資格がある。

## 構成
プリムス1型ストーブは真鍮製で、土台となる燃料タンクとその上に付く「送油管」（rising tube）とバーナー部で構成されている。鍋を載せる鋼製トップリングは3本の脚によりバーナーの上で支えられている。他社製のプリムス式ストーブは大きいか小さいかという違いはあるが、基本的に同様の基本構造である。1型ストーブの重量は約 2.5 lb (1.1 kg)、大きさは高さ約 8.5 in (22 cm)、全体の直径はちょうど 7 in (18 cm)弱である。タンク部は高さ 3.5 in (8.9 cm)、2パイント強のケロシンが入り、タンク満載状態で約4時間燃焼する。

## 構造

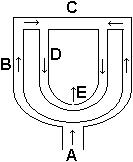
バーナー部の図解 A：送油管（Rising Tube）燃料タンクから; B：上昇管（Ascending Tube）; C：バーナーヘッド（Burner Head）; D：下降管（Descending Tube）; E：蒸気ノズル（Vapor Nozzle） 上昇管と下降管はお互い直角を成して繋がっている

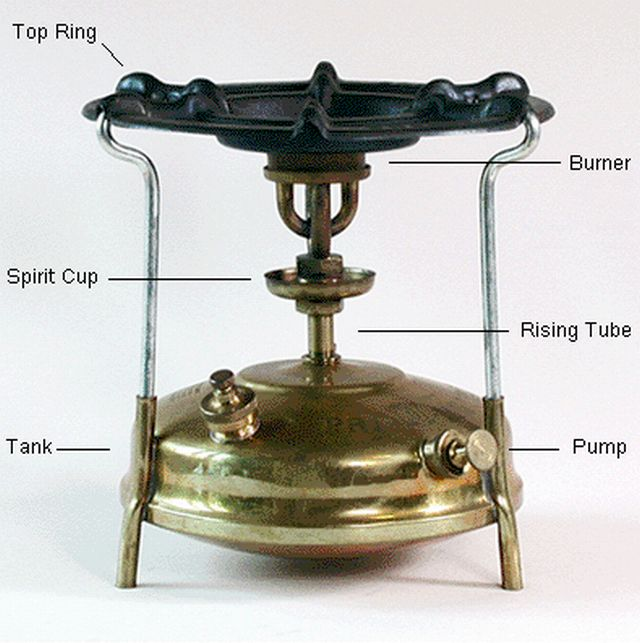
プリムス・ストーブの構造

ストーブに着火するためにバーナー部は直下にある環状の「アルコール皿」（Spirit Cup）で少量のアルコールを燃焼させて予熱する。予熱後に燃料タンク内部に組み込まれている小型の手動ポンプで加圧することで内部のケロシンはタンクから送油管（Rising Tube、A）と上昇管（Ascending Tube、B）を通り予熱されたバーナーヘッド（Burner Head、C）に押し上げられ、ここで燃料は熱せられ蒸気化する。ケロシンの蒸気はその後下降管（Descending Tube、D）を通り蒸気ノズル（Vapor Nozzle、E）へ至る。気化したケロシン・ガスはバーナーの中心から噴流となり吐出し、ここで空気と混ざり合い煤の出ない青い炎となり燃焼する。更にポンプで燃料タンク内を加圧すると炎を大きくすることができ、小さな「エアスクリュー」（通常は給油口に付いている）を回すとタンク内の圧力が抜け炎を小さくすることができる。
プリムスが登場する以前のケロシン・ストーブはオイルランプと同様の構造で造られており、灯心を用いてタンクからバーナーまで燃料を吸い上げていたことから不完全燃焼により盛大に煤が発生した。着火する前にケロシンを加圧し気化するまで熱するというプリムス・ストーブの構造により煤を出さない強力なより効率的なストーブとなった。灯心を使わず煤も出さないためプリムス・ストーブは最初の「無煤」で「無灯心」のストーブとして宣伝された。